# Скала (Бургаська область)
Скала́ (болг. Скала) — село в Бургаській області Болгарії. Входить до складу общини Сунгурларе.

## Населення
За даними перепису населення 2011 року у селі проживали 16 осіб, усі — болгари.
Розподіл населення за віком у 2011 році:
Динаміка населення: